# Bulinus obtusus
Bulinus obtusus е вид коремоного от семейство Planorbidae. Видът е уязвим и сериозно застрашен от изчезване.

## Разпространение и местообитание
Разпространен е в Чад.
Обитава сладководни басейни, реки и потоци.